# Stathmopoda callichrysa
Stathmopoda callichrysa is een vlinder uit de familie Stathmopodidae. De wetenschappelijke naam van de soort is voor het eerst geldig gepubliceerd in 1893 door Lower.